# 锡林郭勒矿
锡林郭勒矿（英語：Xilingolite）是一种含铅硫代酸盐矿物，化学式为Pb3Bi2S6。，是硫铋铅矿族（lillianite）中铋铅含量1:1的矿物。该类矿物晶体对称性随铋铅比增大而下降。它是不透明的铅灰色固体，在反射光下显示白色至蓝色的多色性。

## 发现
锡林郭勒矿首次发现位于内蒙古锡林郭勒东乌珠穆沁旗的朝不楞铁多金属矿床的富矽卡岩沉积矿床中，并以发现地命名。该矿物在瑞士瓦莱州也有发现。它通常与磁鐵礦或閃鋅礦、磁黃鐵礦、黄铁矿、砷黃鐵礦、黃銅礦、斑銅礦、方铅矿、天然铋和辉铋矿之类的矿物共生。